# David G. P. Taylor
David George Pendleton Taylor, né le 5 juillet 1933 à Bristol et mort le 8 novembre 2007, est un homme d'affaires britannique et administrateur, chef de l'exécutif des îles Malouines et gouverneur de Montserrat

## Biographie
Taylor fréquente le Clifton College de Bristol, avant de gagner une bourse pour étudier l'anglais au Clare College de Cambridge. Il effectue son service militaire dans la Royal Navy, après quoi il est affecté à la base de China Bay à Trinquemalay, au Sri Lanka, en tant que sous-lieutenant (spécial) dans la Royal Naval Reserve.
Il rejoint le service colonial en 1958 et est affecté comme officier de district au Tanganyika, qui fait alors partie de l'Empire britannique. Lorsque le Tanganyika accède à l'indépendance en 1964, Taylor s'installe au Guyana en Amérique du Sud où il travaille pour Booker. En 1976, il retourne en Afrique où il devient chef de la direction de Booker au Malawi et plus tard en Zambie
En 1983, Taylor quitte Booker pour devenir le premier chef de l'exécutif des îles Malouines, un poste créé sur la recommandation du deuxième rapport de Lord Shackleton. Durant les quatre années suivantes, Taylor se charge d'aider les Malouines à devenir autonomes à la suite de l'occupation argentine, après des années de stagnation politique. Taylor quitte les îles en 1987, mais revient l'année suivante pour occuper la même fonction par intérim pendant huit mois.
Taylor travaille ensuite brièvement comme directeur d'une filiale de conseil agricole à Booker-McConnell avant d'être nommé gouverneur de Montserrat en 1990, pour aider à reconstruire l'île des Caraïbes, frappée par l'ouragan Hugo un an plus tôt. En 1993, Taylor prend sa retraite, après quoi il est fait commandeur de l'ordre de l'Empire britannique. En 1997, il aide à récolter des fonds pour la reconstruction de Montserrat après l'éruption de la Soufrière qui a laissé la plus grande partie de l'île inhabitable.
David Taylor décède des suites d'une maladie pulmonaire en 2007.

## Distinctions
- Ordre de l'Empire britannique à titre civil Commandeur (CBE).